# Zafarobod (Tagikistan)
Zafarobod (in tagico Зафаробод) è una città del Tagikistan, capoluogo dell'omonimo distretto. Conta 11.832 abitanti.
| Controllo di autorità | VIAF (EN) 142091061 · J9U (EN, HE) 987007467597905171 |